# Lophopterys euryptera
Lophopterys euryptera är en tvåhjärtbladig växtart som beskrevs av Noel Yvri Sandwith. Lophopterys euryptera ingår i släktet Lophopterys och familjen Malpighiaceae. Inga underarter finns listade i Catalogue of Life.